# 외트뵈시 페테르

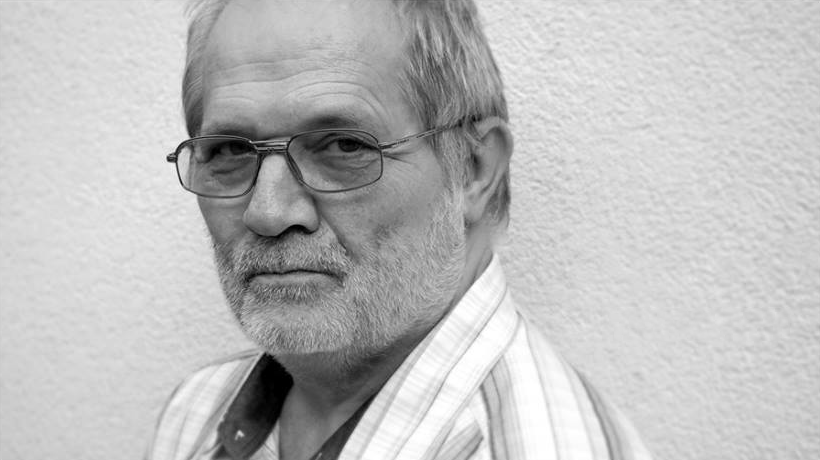
2018년 모습

외트뵈시 페테르 '또는 페테르 외트뵈시(Péter Eötvös, 헝가리어: Eötvös Péter, [ˈøtvøʃ ˈpeːtɛr]로 발음, 1944년 1월 2일 ~ 2024년 3월 24일)은 헝가리의 작곡가, 지휘자 및 학술 교사였다.
외트뵈시는 부다페스트와 쾰른에서 작곡을 공부한 후 1962년부터 헝가리에서 영화음악을 작곡했다. 1968년부터 1976년까지 슈토크하우젠 앙상블에서 연주했다. 1973년 올도르프 그룹(Oeldorf Group)의 창립 멤버였으며 1970년대 후반까지 활동을 이어갔다. 1979년부터 1991년까지 앙상블 인터컨템포레인(Ensemble InterContemporain)의 음악 감독이자 지휘자로 활동했으며, 1985년부터 1988년까지 BBC 교향악단의 수석 객원 지휘자로 활동한 후 여러 오케스트라를 지휘했다.
작곡가로서 외트뵈시는 오페라 "Love and Other Demons"와 "Three Sisters"로 유명했으며 두 작품 모두 헝가리 밖에서 공연되었다. 그는 다양한 문화의 영향에 개방적이었다.